# Lindula
Lindula est une ville du district de Nuwara Eliya, dans la province du Centre, au Sri Lanka.
Elle s'étend dans la vallée de l'Agra Oya, à environ 1 250 m d'altitude.
Lindula et la ville voisine de Talawakelle sont administrées par le conseil urbain Talawakelle-Lindula.